# Mičurin (film)
Mičurin (Мичурин) è un film del 1948 diretto da Aleksandr Petrovič Dovženko.